# Liste der Monuments historiques in Rocheservière
Die Liste der Monuments historiques in Rocheservière führt die Monuments historiques in der französischen Gemeinde Rocheservière auf.

## Liste der Bauwerke
| Bezeichnung                       | Beschreibung | Standort | Kennzeichnung | Schutzstatus | Datum | Bild |
| --------------------------------- | ------------ | -------- | ------------- | ------------ | ----- | ---- |
| Brücke über den Fluss La Boulogne |              | (Lage)   | PA00110218    | Inscrit      | 1984  |      |

## Liste der Objekte
- Monuments historiques (Objekte) in Rocheservière in der Base Palissy des französischen Kultusministeriums